# 陳定幫
陳定幫（英語：Clement Chan Ting Bong，1981年12月5日—），本名陳定邦，香港玄學家、節目主持及專欄作家，為金剛上師陳果齊之子；2013年擔任無綫電視節目《求愛大作戰》的「愛情玄學家」而走紅。

## 簡歷
陳定幫本名陳定邦，祖父為抗日時期國民黨陸軍少將兼第十九路軍師長陳任之，父母分別是國際聯密佛教慈航會創辦人陳果齊（金剛上師），以及該會副總監陳袁秀蓮。他自幼受父親薰陶下開始接觸佛教理念，3歲已懂得背誦心經，8歲便開始研習玄學術數，並瞭解不同的宗教理念及玄學知識。他就讀小學時成績參差，故被父母安排到外國升學 （页面存档备份，存于），於13歲時往澳洲新南威爾士州留學，入讀奧本三一天主教學院（Trinity Catholic College）、奧蘭治金洛斯學校（Kinross Wolaroi School）；在悉尼大學主修資訊科技、副修心理學期間，學懂編寫程式和研習西洋術數的精髓。他直至畢業後才回流香港發展，28歲自設陳定幫工作室，主以紫微斗數、八字、奇門遁甲、面相、風水（玄空飛星、八宅等各派）、易經、手相、塔羅牌、西洋占星術、西洋靈數學及心理學，為人占卜算命和勘察風水。
陳定幫經常接受不同媒體訪問，獲邀出席公開活動為藝人預測運程，亦曾推出玄學書籍，於多份報章雜誌撰寫風水命理、感情專題、玄學分析等專欄。2013年，他開始舉行講座和參與電視節目，也因擔任無綫電視節目《求愛大作戰》的「愛情玄學家」而走紅。此外，他又開班教授各玄學術數，並經常往來內地、澳門、東南亞及美國等地勘察風水，更曾為各個跨國公司擔任風水顧問，包括麥當勞香港總辦事處、香港英倫皇家保管箱總行、摩根大通、梵克雅寶（香港及澳門）等。直至2017年，他創辦應用程式「玄人 - 你的命運攻畋」，以推廣風水文化；2018年6月曾投資飲食生意，出資逾十萬與友人在尖沙嘴合作經營川菜餐廳酒吧「辣吧 Labar」，卻於2020年因新冠肺炎肆虐而結業。

## 感情生活
陳定幫自2009年起曾跟藝人戴夢夢交往，其後更定下婚期，以一百萬禮金迎娶對方，但最終表示因雙方性格不合而令婚事告吹，並於2012年分手。之後，他再經藝人林盛斌介紹下，與在「胡洋畫室」（奥海城一期）工作的油畫導師兼模特兒楊錳霏交往，2014年結為夫妻，共育有兩名女兒。

## 演出作品

### 電視 / 電台節目
- 2011年：《豪居樂業在香港》 — TVB8嘉賓（風水）
  - 《恐怖在線》 — 香港人網嘉賓
- 2012年：《扭錯台 — 叱咤903嘉賓（中國占星學）
  - 《開心家天下》 — 新城知訊台嘉賓（中國占星學）
  - 《恐怖熱線》 — 新城知訊台嘉賓（中國占星學）
  - 《百萬USB》 — 新城知訊台嘉賓（中國占星學）
  - 《全美超級模特兒新秀大賽》 — 澳門站嘉賓
  - 《愛上摩天綸》 — 嘉賓（中國占星學）
- 2013年：《求愛大作戰》 — 主持
  - 《寵愛WAKAKA》 — 嘉賓
  - 《兄弟幫》 — 嘉賓
  - 《姊妹淘》 — 嘉賓（中國占星學）
  - 《今日觀點》 — 嘉賓（中國占星學）
- 2014年：《恐怖熱線》 — 新城知訊台嘉賓（中國占星學）
  - 《區區有運行》 — 主持
  - 《開心家天下》 — 新城知訊台嘉賓（中國占星學）
  - 《愛上摩天綸》 — 嘉賓（中國占星學）
- 2015年：《兄弟幫》 — 嘉賓
  - 《姊妹淘》 — 嘉賓（中國占星學）
  - 《開心家天下》 — 新城知訊台嘉賓（中國占星學）
- 2016年：《兄弟幫》 — 嘉賓
  - 《姊妹淘》 — 嘉賓（中國占星學）
  - 《開心家天下》 — 新城電台嘉賓
  - 《士啤show》 — 新城電台嘉賓
- 2017年：《兄弟幫》 — 嘉賓
  - 《恐怖熱線》 — 新城知訊台嘉賓（中國占星學）
- 2018年：《兄弟幫》 — 嘉賓
  - 《恐怖熱線》 — 新城知訊台嘉賓（中國占星學）
  - 《華富財經》 — 華富財經鉅人滙 – 群雄論勢 嘉賓
- 2019年：《兄弟幫》 — 嘉賓
  - 《姊妹淘》 — 嘉賓（中國占星學）
  - 《恐怖熱線》 — 新城知訊台嘉賓（中國占星學）
- 2020年：《恐怖熱線》 — 新城知訊台嘉賓（中國占星學）
  - 《天天開運王》 — 嘉賓主持
  - 《後生仔傾吓偈》 — 《Big Big Channel 後生仔傾吓偈》嘉賓
  - 《超級名模生死鬥》 — 嘉賓
- 2021年：《萬千星輝頒獎典禮2020》 — 「最佳非戲劇節目」頒獎嘉賓
  - 《天天開運王》（第二輯） — 主持
  - 《開運王金牛迎新歲》 — 嘉賓
  - 《麻雀鬥室三決一》 — 嘉賓
- 2022年：《諸朋好友》（第二輯） — 嘉賓

### 廣告
- 2021年：「孔明在線」應用程式（與麥玲玲、林盛斌）

## 演講
- 2013年：Mohegan Sun Casino US（金神大賭場） – 美國金神大賭場玄學講座
- 2014年：Mohegan Sun Casino US – 美國金神大賭場玄學講座
  - 澳門樂回家國際家居展 - 演講嘉賓
  - 國際房地產博覽 - 演講嘉賓
  - Recruit 大型招聘講座 - 演講嘉賓
- 2015年：Mohegan Sun Casino US – 美國金神大賭場玄學講座
  - 哈佛大學 - 美國哈佛大學玄學講座
  - 澳門樂回家國際家居展 - 演講嘉賓
- 2016年：Mohegan Sun Casino US – 美國金神大賭場玄學講座
  - 香港中華廠商會 - 香港中華廠商會講座
  - 國際房地產博覽 演講嘉賓
- 2017年：Mohegan Sun Casino US – 美國金神大賭場玄學講座
  - 澳門扶輪社 - 澳門扶輪社講座
  - 新鴻基 - 新鴻基尊尚會講座
  - 亞洲殯儀及墓園 - 亞洲殯儀及墓園博覽暨會議講座
  - 國際房地產博覽 演講嘉賓
  - 結婚節 - 結婚節博覽講座
- 2018年：Mohegan Sun Casino US – 美國金神大賭場玄學講座
  - 香港中華廠商會 - 香港中華廠商會會懂晚宴講座
  - 香港滙豐銀行 - 香港滙豐銀行新春晚宴講座
- 2019年：Mohegan Sun Casino US – 美國金神大賭場玄學講座

## 書籍

### 傳記
- 2003年7月：《陳果齊穿梭陰陽界》（圓覺出版社、ISBN 9789627392224）

## 外部連結
- 陳定幫的官方网站
- 陳定幫在互联网电影资料库（IMDb）上的資料（英文）
- 陳定幫的新浪微博
- 陳定幫的Facebook專頁
- 陳定幫的Instagram帳戶
- YouTube上的陳定幫channel https://m.youtube.com/c/%E9%99%B3%E5%AE%9A%E5%B9%ABClementChan